# Bataillon de marins-pompiers de Marseille
 (avril 2012).
Si vous disposez d'ouvrages ou d'articles de référence ou si vous connaissez des sites web de qualité traitant du thème abordé ici, merci de compléter l'article en donnant les références utiles à sa vérifiabilité et en les liant à la section « Notes et références ».
« MAPOM » redirige ici. Pour l’article homophone, voir Ma pomme.
Le bataillon de marins-pompiers de Marseille (BMPM), familièrement appelé le Bataillon, est une unité de la Marine nationale française qui constitue le corps militaire des pompiers municipaux de Marseille, dans le département des Bouches-du-Rhône. Le Bataillon ne dépend pas du service départemental d'incendie et de secours (SDIS) des Bouches-du-Rhône. C'est la seule unité militaire française directement placée sous les ordres d'un maire.
Le Bataillon possède pour la ville de Marseille et le Grand port maritime de Marseille (Fos, Lavéra, Port-de-Bouc) les mêmes prérogatives qu'un SDIS. De ce fait, les Bouches-du-Rhône sont protégés par deux organismes de secours : Le « Bataillon » qui protège la ville et le port industriel de Marseille, ainsi que le SDIS 13 pour le reste du département.
Le Bataillon a pour rôle d'assurer les missions typiques des sapeurs-pompiers, comme n'importe quel autre service d'incendie et de secours français. Toutefois, le BMPM se distingue de la plupart des unités de pompiers du fait de son statut militaire, ce qui est aussi le cas de la brigade de sapeurs-pompiers de Paris, des unités d'instruction et d'intervention de la sécurité civile, des pompiers de l'air et des marins-pompiers des bases navales et des bases de l'aéronautique navale.
Le Bataillon de marins pompiers de Marseille 
a été créé par le décret-loi du 29 juillet 1939, à la suite de l'incendie des Nouvelles Galeries à Marseille.

## Histoire

### Avant la naissance du bataillon

#### Moyen Âge
À la fin du Moyen Âge, la lutte contre l'incendie et les grandes catastrophes était assurée dans la cité phocéenne par les portefaix. Ces hommes, ancêtres de nos dockers actuels, étaient ceux qui, globalement parlant, portaient les fardeaux d'un point à un autre dans l'enceinte de la ville. Entre autres missions, ils assuraient aussi le déchargement des nombreux navires qui touchaient le Vieux-Port.
Regroupés dans une puissante corporation, ils assuraient dès le début du XVIIe siècle la lutte contre l'incendie, répondant de jour comme de nuit, Aron de Beaumes, fut nommé gouverneur-viguier de Marseille 《avec autorité pour commander tant aux habitants qu'aux gens de guerre qui seront en escale ou résidence》.
Les pompes « à la hollandaise » réclamées n'arriveront à Marseille qu'en 1737. Et encore, il ne s'agit que d'une seule pompe. Elle a été achetée, en même temps que deux cents seaux en cuir, au Sieur Fabron, pour la somme de 1 219 livres, 4 sols et 3 deniers et acheminée d'Amsterdam par la Compagnie Andriely.
L'arrivée de cette pompe marque une date décisive pour la ville car c'est la première fois qu'un engin spécialement dévolu à la lutte contre l'incendie est introduit dans la cité phocéenne. Les échevins en profitent aussi pour instaurer des mesures d'accompagnements que l'on retrouve encore de nos jours comme l'inspection des fours des boulangers ou la cartographie des secteurs à risques de la ville.

#### Le Siècle des Lumières
En 1726, le besoin de renforcer le service de secours que produisait les portefaix se fit cruellement sentir. le 31 janvier 1726, les échevins prirent donc la décision de publier une ordonnance, faisant obligation aux maçons de se rendre sur les lieux d'un sinistre au son du tocsin.
Toutefois, il semble que les échevins ne se font guère d'illusion sur l'efficacité de cette ordonnance municipale puisqu'ils y précisent : « Ils [les maçons] seront tenus de s'y porter en toute diligence avec leurs outils pour travailler, et aider à tout ce qui sera nécessaire pour éteindre le feu sous peine d'un mois de prison et de dix livres d'amende et, en cas de récidive, du carcan. » Pour motiver encore plus les maçons, le propriétaire du bien en feu doit verser cinq livres de récompense au premier maçon arrivé sur place avec ses outils.
Douze ans plus tard, cette mesure sera étendue à toute la Provence par le Parlement d'Aix. Mais, elle est mal perçue par cette corporation de maçons. Le 13 novembre 1785, un premier ouvrier-maçon est condamné par la ville pour avoir refusé de répondre à l'appel du tocsin. Moins de six mois plus tard, le 11 mars 1786, une sentence de police des échevins condamne la totalité des prieurs du corps des maîtres-maçons à de fortes amendes car aucun d'entre eux n'a porté secours à l'occasion d'un incendie.
À la veille de la Révolution, la ville se retrouve donc sans aucun corps régulier et officiel de secours même si les gouverneurs-viguiers et les échevins ont à plusieurs reprises tenté d'organiser la lutte contre les catastrophes. Le service rendu par les maçons et les portefaix ne répondait plus au besoin d'une grande ville en pleine mutation. De surcroît, le matériel nécessaire aux secours se trouvait en dépôt chez des particuliers et non dans les locaux municipaux comme c'était le cas dans la plupart des grandes villes européennes.

#### L'âge des sapeurs-pompiers professionnels
À la chute de l'Empire, une circulaire du Ministre de l'Intérieur datée du 6 février 1815, impose aux communes françaises d'organiser leurs services de secours contre l'incendie. En fait, ces services de secours sont l'émanation de la « Garde nationale ». Les hommes les composant sont appelés « Sapeurs-Pompiers » et le nouveau corps est rattaché au « Bataillon d'artillerie de la Garde nationale ».
L'apparition d'un corps de pompiers, véritable et digne de ce nom, dans la cité phocéenne date de la Seconde Restauration, durant l'année 1816. Le 25 septembre, l'adjoint au maire prend un arrêté relatif à « l'établissement de la Compagnie des sapeurs-pompiers de la Garde nationale de Marseille ». Toutefois, petit bémol, ce nouveau service ne comprend qu'une dizaine de sapeurs-pompiers, volontaires, chargés de surveiller une ville comme Marseille !
À cette époque-là, aucune caserne n'était construite et un seul poste de secours existait, installé au sein de l'hôtel de ville, où les volontaires montaient la garde. En 1832, ces volontaires furent remplacés par douze sapeurs devant « assurer l'entretien du matériel et apporter les premiers secours en cas d'incendie. »
On est toutefois loin des suggestions faites, en 1832, au gouvernement, par le chevalier Paulin, commandant les sapeurs-pompiers de Paris, qui proposait ni plus ni moins que la création d'un corps national des sapeurs-pompiers dans les grandes villes de France. D'après ces suggestions, Marseille aurait dû être dotée d'un corps de 84 membres (Par comparaison, Bordeaux aurait eu le même nombre d'hommes tandis que Lyon se voyait octroyé 122 sapeurs à cause de ses entreprises de textiles).
Le conseil municipal, conscient de l'importance de posséder un service efficace de lutte contre l'incendie, vota plusieurs mesures pour se doter d'un corps digne d'une grande ville :
- 1847 : vote de fonds spéciaux pour augmenter le matériel de lutte contre l'incendie et créer deux nouveaux postes de secours
- 1849 : réorganisation du Corps qui comptabilise trente et un sapeurs professionnels, cent vingt pompiers volontaires, un chirurgien et un pharmacien.
- 1864 : création du poste de secours de la Joliette
- 1864 : création du poste de secours de la Plaine (place Jean Jaurès en 1938)
- 1866 : création du poste de secours du pentagone
- 1869 : création du poste de secours de Saint Victor (Endoume en 1938)

Chaque poste de secours est équipé d'une pompe à bras permettant une intervention rapide dans l'enceinte de la ville. Toutefois, au cours du XIXe siècle, hormis la création des postes de secours et la modernisation du matériel employé, les effectifs proprement dit de ce corps de secours ne varient guère.
Le 18 mars 1883, un arrêté du maire de Marseille, Jean-Baptiste Brochier, structure enfin le corps des sapeurs-pompiers de la ville, reprenant les grandes lignes des suggestions du Chevalier Paulin. D'après cet arrêté, la compagnie est composée de 85 hommes :
- 2 capitaines
- 2 lieutenants
- 2 sous lieutenants
- 1 sergent-major
- 5 sergents
- 1 fourrier
- 10 caporaux
- 60 sapeurs-pompiers
- 2 tambours

De plus, les candidats doivent avoir un âge compris entre vingt et quarante ans, « exercer un art mécanique tel que celui de maçon, charpentier, plombier, ferblantier, serrurier, sellier, cordonnier… », et être agréés par le maire de la ville

Tel était le Corps des sapeurs-pompiers de la ville de Marseille à l'aube du XXe siècle.

### Naissance du bataillon

#### L'incendie des Nouvelles Galeries
Le bataillon de marins pompiers de Marseille est créé par un décret-loi en date du 29 juillet 1939, à la suite de l'incendie des Nouvelles Galeries, situées sur la Canebière, le 28 octobre 1938, incendie qui a causé la mort de 73 personnes. Certaines sources de l'époque ont évoqué 75 morts.
Les sapeurs pompiers municipaux sont rapidement dépassés par l'ampleur de l'incendie. Leur chef, le commandant Fredenucci, n'est pas présent car il a été blessé quelques jours plus tôt lors d'un autre incendie. C'est donc son adjoint, le capitaine Durbec qui dirige les secours mais il est blessé au début de l'intervention. Privés de chef, les « soldats du feu » marseillais sont désorganisés et souffrent de la vétusté de leur matériel. De plus, un employé d'une société des eaux suppose une fuite sur une canalisation à cause de la diminution de débit dans celle-ci due à l'action des nombreuses lances des pompiers. Il décide donc de couper l'alimentation de la conduite, privant d'eau les « soldats du feu ».
Face à l'ampleur de l'incendie, le contre-amiral Émile Muselier, commandant la Marine nationale à Marseille — dont les locaux se situent à proximité des Nouvelles Galeries — demande des renforts au contre-amiral Marc Mottet, major général du port de Toulon.
Édouard Daladier, président du Conseil, remarque le professionnalisme des marins-pompiers toulonnais et la qualité de leur matériel, ce qui le décidera à confier la sécurité de Marseille à une unité militaire de marins pompiers. Le décret-loi du 29 juillet 1939 constitue l'acte de naissance du bataillon de marins-pompiers de Marseille et commence par ceci : 

«  Il est créé à Marseille une unité de marins pompiers. Ce bataillon et les services qui lui sont rattachés sont commandés par un officier supérieur de la Marine… »

Le climat politique délétère qui régnait à l'époque à Marseille n'est pas étranger à la décision du gouvernement de remplacer les pompiers municipaux, civils très souvent partisans, par des pompiers militaires, non électeurs et non éligibles, pas non plus syndiqués et politiquement neutres.

#### Les premiers marins pompiers

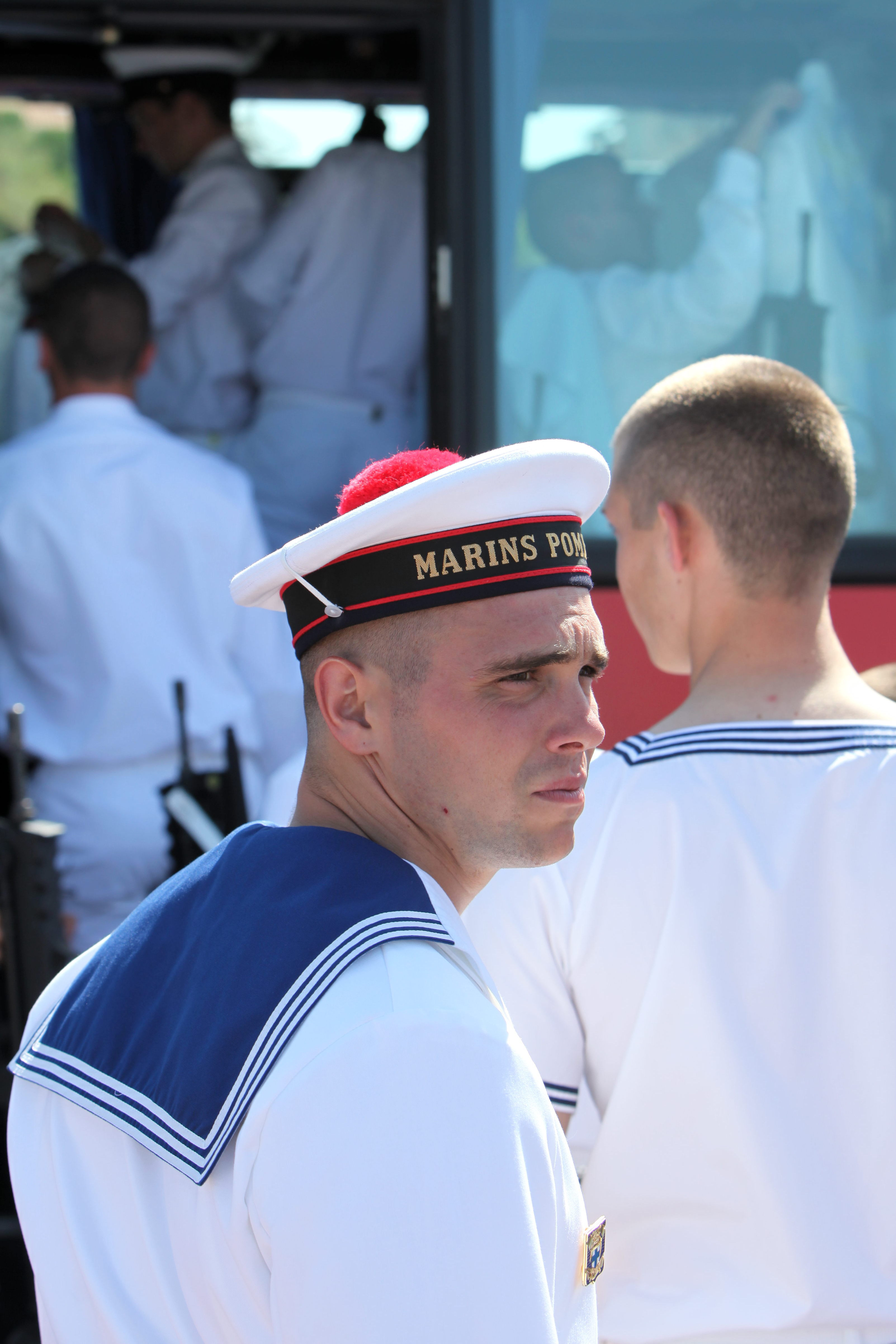
Un volontaire service armée (VSA) marin-pompier.

C'est dans le courant du mois d'août 1939 qu'un groupe de 15 marins pompiers de Toulon arrive à Marseille, en gare Saint-Charles. C'est le premier élément de la nouvelle unité qui se constitue sous les ordres du capitaine de frégate Orlandini.
Le capitaine de frégate Orlandini est ainsi le premier commandant du Bataillon de marins pompiers (BMP). Il est secondé par l'officier principal des équipages Louis Godard qui commandait la compagnie des marins-pompiers de Toulon et le détachement des 31 marins-pompiers toulonnais qui était intervenu lors de l'incendie des Nouvelles Galeries. Devant la nécessité, dans un premier temps, de trouver un local pour loger les marins pompiers, le contre-amiral Muselier, commandant la Marine nationale à Marseille, réquisitionne une usine désaffectée, rue de Lyon puisque la caserne de Strasbourg est toujours occupée par les sapeurs pompiers municipaux. Cette usine devient la « caserne de Lyon » et accueille les premiers détachements de marins pompiers avec leur nouveau matériel et provisoirement l’état-major de l'unité.
Dès son arrivée à Marseille, le commandant se rend bien compte qu’il ne peut se substituer instantanément aux sapeurs pompiers municipaux car ses effectifs en hommes et matériels sont encore trop faibles et, surtout, l’état-major se trouve dans l’ignorance totale de la structure de la ville pour les aspects topographie, ressources en eau, risques potentiels… Il est hors de question de faire intervenir des hommes encore mal préparés, dans une ville inconnue. Dans ce contexte, il conserve, en la maintenant dans sa mission, la 3e compagnie des sapeurs pompiers. Les marins pompiers prennent peu à peu la place des sapeurs pompiers, au fur et à mesure de l’implantation de l’infrastructure nécessaire au nouveau bataillon.
Ainsi, le 1er octobre 1939, avec la mise en service de la caserne provisoire de Lyon et de la caserne de Louvain, les marins pompiers prennent en charge les secteurs nord et sud de la ville et en mai 1940, avec l'ouverture de la caserne Saint-Pierre, le secteur est. Le 1er juin 1940, un bombardement allemand cause la mort de 32 marseillais et en blesse aussi une soixantaine, le jour même où le « Bataillon » prend possession de la caserne du boulevard de Strasbourg où il installe son état-major. Enfin, en juillet 1940, la compagnie du port cède sa place aux marins pompiers.

#### La Seconde Guerre mondiale
Le bataillon de marins pompiers est cité à l'ordre de l'Armée : 

« Unité qui dès sa création en 1939 est confrontée au second conflit mondial, tout au long duquel elle mène de front ses missions de protection civile et une importante activité de résistance. Lors de la libération de Marseille, le bataillon éteint de nombreux sinistres, sauve et soigne des centaines de victimes. Prenant part à l'action militaire, il compte de nombreuses pertes dans ses rangs. »

Nombre marins pompiers s'engagent dans la Résistance et jouent un rôle important dans la lutte contre l'occupant. Leur mission de vérifier et d'assurer la sécurité des installations techniques, industrielles et portuaires leur permet d'avoir accès à de nombreux sites normalement interdits. Aussi peuvent-ils communiquer aux Alliés des renseignements précieux. Ils effectuent aussi des sabotages pour désorganiser les troupes ennemies. Certains rejoignent l'organisation de résistance de l'Armée (ORA) et les maquis, tel celui du Pilon du roi.
Les marins pompiers prennent une part active aux combats de la libération de Marseille et font tout pour protéger les installations portuaires et leur matériel d'intervention, dont le bateau pompe l'Alerte, miraculeusement épargné.
Après la libération, Marseille se voit décorée de la Croix de guerre avec palme en 1950 et citée à l'ordre de l'Armée pour la « vaillance de sa résistance ».

#### L'après-guerre

Ancienne version de l'insigne du bataillon.

Dès sa création, le service incendie lui est confié en totalité, associé à la commande d'un important matériel moderne, à l'établissement d'un programme de casernes et postes et l'amélioration du réseau des bouches d'incendie :
- en 1962, le BMPM se voit confier la défense incendie de l'aéroport de Marseille-Marignane[N 2] ;
- en 1969, il prend en charge le secours à personnes ;
- en 1972, il assure la sécurité de la partie ouest du port autonome de Marseille[N 3], Fos, Lavéra et Port de Bouc ;
- en 1976 et 1980, lui sont confiées les missions de sécurité et prévention des hôpitaux de la Timone (1976) et Nord (1980) ;
- en 1978, il assure les secours et sauvetage en mer pour le compte de la Société nationale de sauvetage en mer d'abord avec la vedette Bonne Mère puis en 2006, avec une nouvelle vedette La Bonne Mère de Marseille, basée au port de la Pointe Rouge et armée par 5 marins-pompiers ;
- en 1990, il reçoit la concession de la moitié du SMUR de Marseille (SMUR rouge) qu'il partage avec l'assistance publique des hôpitaux de Marseille (Smur blanc).

Dans les années 1984/1985, le poste Mirabeau (MRB) s'est substitué au poste de La Madrague (LMG) ; il est remplacé par celui de Saumaty (SMY) en 2003.
En 1995, la 6e compagnie, celle des Chartreux (CHX) à vocation d'atelier de réparation, quitte ses locaux vétustes pour intégrer un ancien garage Renault, mitoyen du CIS de Plombières. Le tout est devenu la base Plombières, siège des ateliers de réparation, tuyaux, appareils respiratoires, magasin général incendie, habillement, infrastructures… Le centre technique Plombières (CTP) occupe une surface couverte de 6 000 m2, 110 hommes et femmes y sont affectés dont dix de garde journellement. L'appellation « CTP » a été remplacée en 2017 par « CTB » pour centre technique du bataillon.
En 2020, pour faire face à un rebond de l'épidémie de Covid-19 à Marseille, le bataillon crée un consortium avec les entreprises SICPA et OpenHealth qui permet la mise place d'un protocole de prélèvement et d'analyse des eaux usées dans le cadre de la lutte contre le virus.

#### Futur
Afin d'améliorer les délais d'intervention et d'arriver sur les lieux en moins de dix minutes, la construction de deux nouveaux CIS est prévue : les CIS du Redon en déplaçant Luminy et de St Julien (pour aider les CIS St Pierre et St Just).

## Organisation et fonctionnement

### Organisation territoriale (avant 2008)

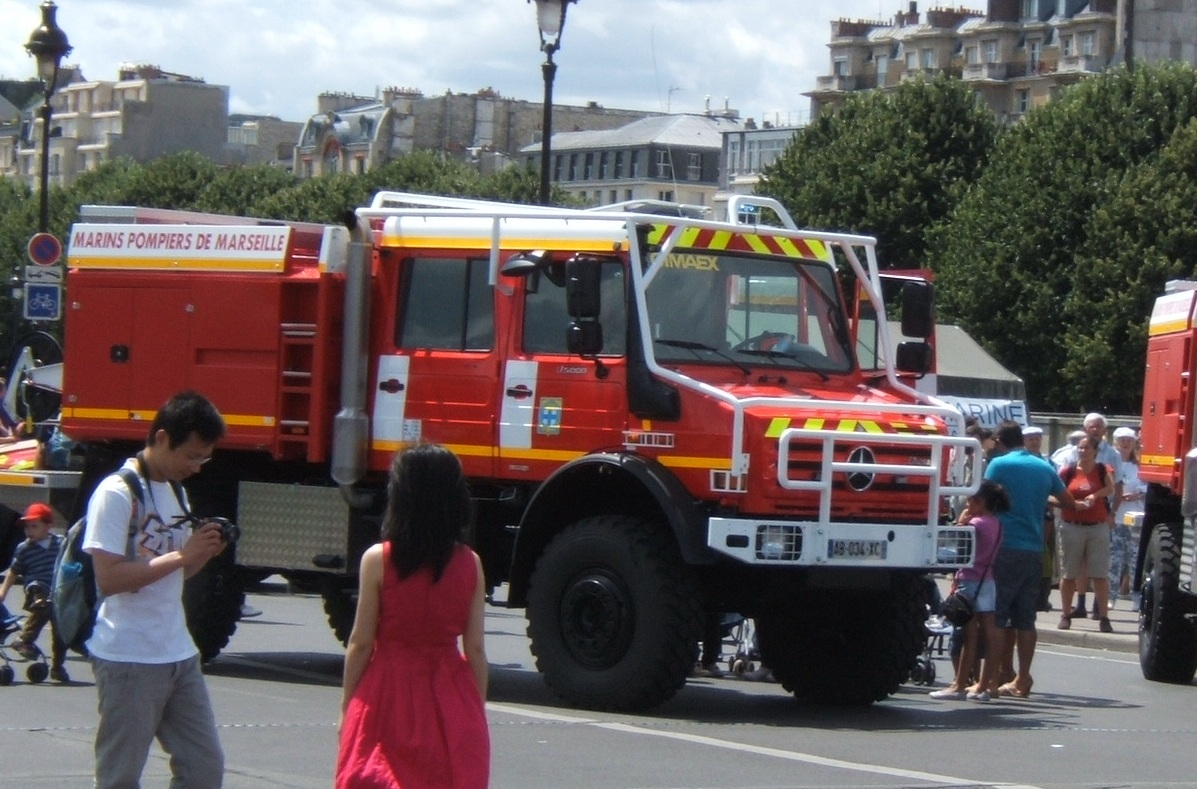
Un camion citerne « feux de forêt » (CCF), sur châssis Mercedes-Benz « Unimog ».

Au fil des décennies et du développement économique et de l'urbanisation de la ville et jusqu'en 2008, le BMP s'était structuré en cinq secteurs opérationnels intra-muros comprenant une caserne commandée par un lieutenant de vaisseau et un ou plusieurs postes, commandés par un major. Chaque secteur opérationnel constituait une compagnie :
- 1er secteur (1re Cie) : caserne d'Endoume (END), postes de Saint-Lazare (SLZ) et Canebière (CNB),
- 2e secteur (2e Cie) : caserne de Louvain (LVN), postes de Pointe Rouge (PTR) et Luminy (LMY),
- 3e secteur (3e Cie) : caserne de Saint-Pierre (STP), postes de Saint-Just (SJT), Saint-Menet (SMT) et de la Rose (LRS).
- 4e secteur (4e Cie) : caserne de Plombières (PLB), postes de Saint-Antoine (STA) et Malpassé (MLP),
- 5e secteur (5e Cie) : caserne de La Bigue (LBG) (ou de la Grande Bigue), postes de Saumaty (SMY) et du Frioul (FRL).

Il arme également des casernes et postes et des détachements :
- à l'aéroport de Marseille-Provence à Marignane (MGN) avec environ 65 hommes :
- au sein de l'entreprise Airbus Helicopters[N 5] (ABH) avec 45 hommes ;
- à l'intérieur du périmètre des bassins de raffinage, où l'on trouve la caserne « Second maître Gaulier » de Port de Bouc (PDB) armant le bateau-pompe le plus puissant d'Europe, « Matelot Louis Colet », les postes de Lavéra (LVR) et Fos Pétrole (PPF), ainsi que la caserne de La Fossette (LFS), le tout avec un effectif voisin de 130 hommes ;
- à l'Hôpital Nord (NRD), jusqu'à avril 2016, ainsi qu'à celui de la Timone (TIM), jusqu'en avril 2017, dont l'effectif atteint environ 35 personnels
- le BMPM dispose aussi d'un groupement de soutien, d'un groupement de santé et d'un pôle entrainement.

L'état-major est implanté dans la caserne de Strasbourg (STB), au no 9 du boulevard éponyme. Il assure le fonctionnement de plusieurs divisions opérationnelles et administratives ainsi que le service social et une aumônerie. C'est là que se trouve le COSSIM où sont traités les appels au « 18 et 112 » de la cité phocéenne.

### Organisation territoriale (depuis 2008)
Depuis mai 2015, le BMPM arme 22 CIS et 2 détachements. Pour une optimalisation des effectifs et des moyens, en 2008, le concept de secteurs avec leurs « casernes mères » et leurs « postes satellites » a été abandonné pour s'articuler autour de deux groupements opérationnels. Le groupement nord (caserne de Plombières et son CIS) et le groupement sud (caserne de Saint Pierre et son CIS) qui sont commandés chacun par un officier supérieur, ont repris les tâches administratives des casernes. Les autres casernes (Endoume, Louvain et La Bigue), ainsi que les postes (Saint-Lazare, Canebière, Pointe Rouge, Luminy, Saint-Just, Saint-Menet, Château-Gombert, Saint-Antoine, La Rose, Malpassé, Saumaty, La Valbarelle et le Frioul ainsi que la caserne de Port de Bouc et le poste de La Fossette), sont tous devenus des CIS et ne se consacrent plus qu'aux interventions.
Les détachements de marins-pompiers se sont retirés de l’hôpital Nord en avril 2016 et l'hopital de la Timone en avril 2017
Le 14 mars 2018, la caserne de Port-de-Bouc (PDB) est renommée « SMG : Second maître Gaulier » et le poste avancé de Graveleau est renommé « OCG : officier en chef des équipages Louis Godard »

### Sept sections opérationnelles spécialisées (SOS), l'UMIMM et l'Appui Robotisé
Dans le but de répondre aux risques spécifiques, le BMPM s'est progressivement pourvu depuis sa création, de sept « sections opérationnelles spécialisées », les SOS, et d'une unité médicale d'intervention en milieu maritime (UMIMM).
- SOS SMPM (Sauvetage en Milieux Périlleux et Montagne), (remplacement de l'appellation GRIMP (« groupe d'intervention en milieux périlleux ») en 2020): fruit de difficultés rencontrées lors d'un accident d'avion survenu le 15 janvier 1946 dans le massif des calanques, a vu le jour en 1950. Forte d'environ 80 personnels et disposant de 4 engins, elle effectue environ 200 interventions annuelles.
- SOS USAR (Urban Search And Rescue, sauvetage déblaiement) : Appelé familièrement "les taupes" , cette SOS a été créée en 1958 avec 10 marins-pompiers. Ses effectifs ont augmenté au gré des décennies pour atteindre aujourd'hui environ 150 personnels et une dizaine de chiens. Avec 7 engins, son taux de sollicitation annuel avoisine les 10 sorties, auxquels il faut rajouter environ 30 départs pour les équipes cynophiles. Elle constitue un DICA (détachement d'intervention catastrophe aéromobile) qui peut être engagé en France et à l'étranger.
- SOS AQUA (« sauvetage aquatique ») : créée voici un peu plus de 40 ans, qui comprend 140 personnels environ, est constituée de 50 plongeurs, de sauveteurs inondation et de sauveteurs héliportés. Elle dispose de trois engins dont la vedette de 1re classe de la SNSM de 16 m La Bonne Mère de Marseille, de moyens flottants à coque rigide ou semi-rigide et effectue annuellement plus de 300 interventions et environ 300 entrainements.
- SOS RT (« risques technologiques ») : existe depuis 1964. Composée d'une cellule mobile d'intervention chimique (CMIC) et d'une autre d'intervention radiologique (CMIR), elle fait face aux différents risques qu'apportent toutes les matières dangereuses qu'elles soient chimiques, bactériologiques ou radioactives. Son effectif voisin de 150 personnels effectue environ 50 interventions annuelles et possède des véhicules de reconnaissance, des berces spécialisées et un engin d'intervention.
- SOS HELI (« héliportage ») : constituée en 1964. Sa première vocation est de projeter des marins-pompiers (par groupes de onze appelés « sticks) » sur des zones inaccessibles aux moyens terrestres classiques, notamment dans le cadre de la lutte contre les feux de forêt. Elle met en œuvre l'attaque de sinistre à partir de citernes souples et matériels héliportés par des appareils légers, moyens ou lourds. Elle est aussi capable de réaliser des établissements de grandes longueurs au moyen de paniers à tuyaux élinguables sous l'hélicoptère. Forte de 145 personnels environ, elle dispose de 6 engins. Le BMPM développe actuellement l'utilisation de cette section pour les feux de navires en mer dans le cadre de l'action de l'État en mer (AEM) placée sous la responsabilité du préfet maritime Méditerranée. La compétence des marins-pompiers pour la lutte contre les feux de navire (FDN) y est associée à son savoir-faire en matière de déploiement héliporté par treuillage ou aérocordage (descente en corde lisse). Cette section d'intervention en milieu maritime peut être complétée selon le besoin par un binôme RT ou un binôme sanitaire (un médecin et un infirmier).
- SOS DEPOLL (« dépollution ») : constituée au lendemain de la catastrophe du pétrolier Amoco Cadiz, en mars 1978. Forte de 220 personnels, elle utilise des moyens adaptés de confinement, récupération, analyse et stockage de produits polluants.
- SOS IT (« interventions techniques ») : composée d'une centaine de personnels, tous issus du centre technique (les ateliers de maintenance), elle intervient sur le théâtre d'accidents de la circulation nécessitant désincarcération, apporte son soutien logistique et technique sur les interventions importantes. Elle emploie une dizaine d'engins adaptés à ses missions (véhicules ateliers, dépanneuses, porte-autos, fourgons de désincarcération, camions de ravitaillement en carburants…). Elle réalise en moyenne trois interventions quotidiennes.

UMIMM (« unité médicale d'intervention en milieu maritime ») : c'est le fruit d'une convention tripartite entre la Marine nationale française, le Service de santé des armées et la ville de Marseille. Cette unité aérotransportable intervient en mer dans le cadre de l'action de l'État en mer (AEM) placée sous la responsabilité du préfet maritime Méditerranée. Modulable selon le besoin et le vecteur aérien disponible, elle peut mettre en œuvre au maximum 9 personnels du SMUR BMPM soit 4 médecins, 3 infirmiers et 2 marins-pompiers équipés de 12 caisses de matériels sanitaires.

Appui Robotisé : Créée en 2020, l'Équipe Opérationnelle Spécialisée (EOS) Appui Robotisé à pour but d'aider les marins-pompiers en intervention dans leurs recherches de victime, recherche des risques éventuels et la lutte des feux. Elle est composée de 16 marins-pompiers (télépilotes et cadres). Disposant d'engins robotisés à la pointe de la technologie (robots, drones…), l'appui robotisé permet au bataillon d'exposer le moins possible le personnel aux dangers du métier. Les robots permettent par exemple d'effectuer des prélèvements biologiques, de lutter contre des incendies de grande ampleur, d'effectuer des reconnaissances, etc.

### Commandement
Le Bataillon de marins pompiers de Marseille est chargé sous la direction et d'après les ordres de son maire, des secours tant contre l'incendie que contre les périls ou accidents de toutes natures menaçant la sécurité de la commune et dans les ports de Marseille.
Exception marseillaise, le Bataillon est la seule unité militaire française directement aux ordres d'un maire,. Il possède les mêmes prérogatives qu'un Service départemental d'incendie et de secours (SDIS) pour la ville de Marseille.
Il est commandé par un officier général de la Marine et depuis le 1er Juillet 2022 le contre-amiral Lionel Mathieu en est son 28e commandant.
Le Bataillon est sous les ordres du ministère de la Défense pour tout ce qui concerne le commandement militaire, l'organisation, la discipline, l'avancement, les récompenses et l'administration interne. À ce titre, il est placé sous l'autorité du préfet maritime de la Méditerranée. Le commandant du BMPM est également le commandant de la Marine à Marseille (COMAR Marseille), à savoir commandant de la marine dans les Bouches du Rhône, le Vaucluse et les départements de la Région PACA.
Comme tous les corps de sapeurs pompiers départementaux, les marins pompiers de Marseille sont également placés sous les ordres du ministère de l'intérieur et de la direction générale de la sécurité civile et de la gestion des crises (DGSCGC) pour tout ce qui est du domaine opérationnel hors Marseille.
En outre, il assume les mêmes fonctions, sous la direction du préfet des Bouches-du-Rhône dans l'aéroport Marseille-Provence, sur la commune de Marignane. Il y détache à cet effet une partie de ses effectifs. Depuis 2008, ces fonctions sont également assurées au sein de la société Airbus Helicopters mais en tant que pompiers d'entreprise.

### Finances
En 2020, le budget du Bataillon est de 112,469 millions d'euros,.
En 2018, les dépenses du Bataillon pour la défense « intra-muros » sont de 107,5 M€ pour 38,3 M€ de recettes. La répartition des financements est répartie comme telle : Ville de Marseille : 65 % - Métropole : 11 % - État - 9 % - Département : 9 % - Remboursement d'activités : 4 % - FCTVA (fond de compensation de la TVA) : 2 %.
Les charges sont réparties sous trois titres (données 2018) : Investissement 13,18 M€- Charges personnel 80,11 M€ - Fonctionnement 14,26 M€.
Le « Bataillon » coûte 78 € par an à chaque marseillais.

### Temps de travail
Le régime de travail était de 72 heures de garde consécutives pour 24 heures de repos jusqu'au début des années 1970 pour s'abaisser à 48 heures de garde pour 24 heures de repos après 1975, puis 48/36 et 36/36 par la suite.
Désormais, depuis la restructuration, le nouveau régime se base sur un découpage du temps par sixièmes, permettant une mise en adéquation des effectifs avec l'activité opérationnelle. Cette disposition améliore également le repos du personnel. En régime été, le rythme est de 24 heures de garde et 24 heures de repos, puis 24 heures de garde suivies de 24 heures d'astreinte à domicile ou de renfort en caserne, suivies de 48 heures de repos. En régime hiver, le rythme est de 24 heures de garde suivies de 24 heures de repos, puis 24 heures de garde suivies de 72 heures de repos.
On remarque la contrainte du service d'été qui s'explique par le fait que le risque feux de forêts, très présent et très consommateur de potentiel humain, vient se superposer à l'activité opérationnelle journalière déjà soutenue avec en plus les armements des détachements d'intervention préventifs (DIP) et des groupes intervention feux de forêt (GIFF).
Les jeunes marins-pompiers ont été soumis à un régime différent durant les cinq mois qui suivent leur sortie de cours.
Basé sur un cycle par 6 sur une base de garde de 12 heures de 10 heures à 22 heures, il comprend 4 jours de garde de 12 heures suivies de 2 jours de repos avec exemption de travail le dimanche. Ce régime de travail pour les nouvelles recrues a pris fin en octobre 2010.

## Drapeau et devises
Le 30 avril 1982, le Bataillon s'est vu remettre son drapeau par le ministre de la Défense de l'époque, Charles Hernu, en présence de Gaston Defferre, ministre de l'intérieur et maire de Marseille de l'époque. Ce drapeau, 8e de la Marine nationale, conférait au BMP ses lettres de noblesse en rappelant que depuis 1939, trente-cinq de ses marins-pompiers étaient morts pour la France, au feu ou en service commandé.
Le 8 mars 2019, le Ministre de l'intérieur, Christophe Castaner, a remis la Médaille de la sécurité intérieure, échelon or, au Drapeau du Bataillon.
Du fait de leur appartenance à la Marine Nationale les marins-pompiers de Marseille sont parfois appelés marins du feu au lieu de soldats du feu. Ils sont fidèles à la devise de la Marine nationale « Honneur - Patrie - Valeur - Discipline ». Moins officielle, mais qui a un sens très fort, le Bataillon utilise souvent dans sa communication la devise suivante : « S'il y a des vies qui vous sont chères, pour nous, elles le sont toutes ».[source insuffisante]

## Moyens humains et matériels
En 2020, le Bataillon est l'unité de la Marine nationale dont l'effectif est le plus important avec 2 423 personnels (dont 7 % de femmes). Son effectif est réparti de la manière suivante : 81 % de marins pompiers, 9 % d'équipage de la flotte, 4 % de civils, 4 % d'officiers (hors service de santé) et 2 % du service de santé.
 68 % du personnel militaire est sous un statut contractuel.

### Véhicules, engins flottants et aériens

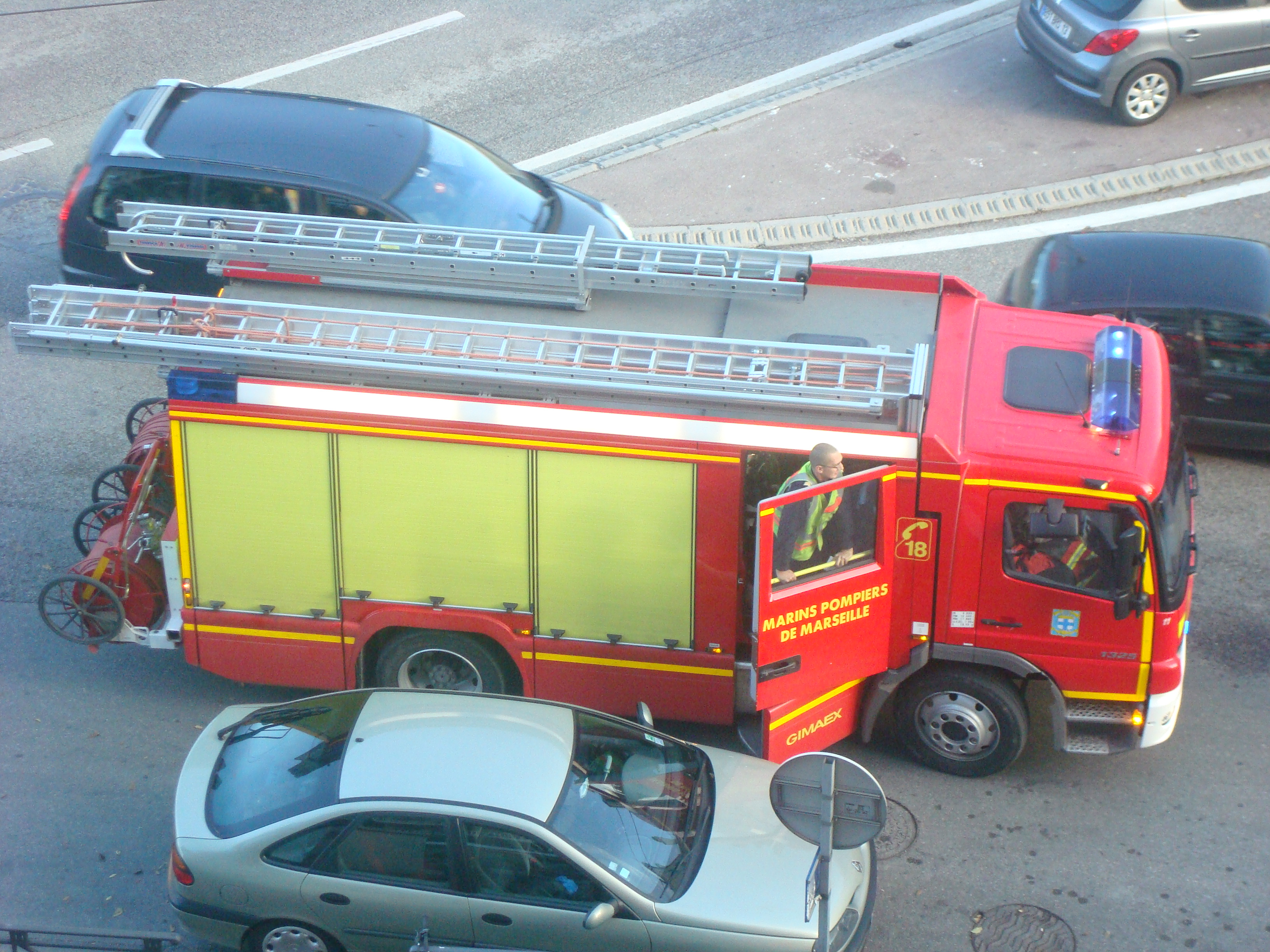
Fourgon d'intervention (FI) du BMP.

Pour accomplir ses différentes missions, le Bataillon dispose de plus de 750 véhicules et engins divers ou flottants. Environ 120 véhicules de secours d'assistance aux victimes (VSAV) (dont 2 spécialisés dans le transport bariatrique, deux pour le transport des contaminés et 7 dotés d'une motricité tout chemin), 10 ambulances de réanimation (AR) (dont 3 armées 24h/24), 71 camions citernes feux de forêt (CCF), 3 camions citerne feux de forêt super (CCFS), 17 échelles pivotantes combinées pendulaires (EPCP) appelé aussi moyen élévateur aérien (MEA) dont 9 armées chaque jours, un camion nacelle (remplaçant l'ESPM) pour les ruelles étroites du centre-ville, trois bras élévateurs aériens (BEA) (un à Fos-sur-Mer, un à l'Aéroport Marseille Provence et un au CIS Plombières de Marseille), 9 véhicules de première interventions (VPI, modèle FPTL) et 18 fourgons d'interventions (FI, model FPTL), qui remplacent les FPT (Fourgon pompe-tonne). Une dizaine de ces engins sont à l'école des marins-pompiers de la Marine (EMPM) : VSAV, FI, VPI. À cela s'ajoutent les véhicules de servitude et d'appui nécessaires à la vie de l'unité et à l'accomplissement de se différentes compétences technico-administratives, 34 moyens flottants dont 2 bateaux pompes entrés en service en 2018 et 2019. Il s'agit du Capitaine de Corvette Paul Brutus, au CIS de la Bigue et de son sister-ship, le Matelot Louis Colet basé à Port de Bouc (CIS SMG).
Les marins du feu arment aussi la vedette de sauvetage de 1re classe de la SNSM, « La Bonne Mère de Marseille » basée au port de plaisance de la Pointe Rouge. (Contrairement aux autres moyens nautiques de la[SNSM dont tous les équipages sont composés de sauveteurs bénévoles.)
Deux hélicoptères bombardiers d'eau (HBE) sont loués pendant la campagne feux de forêts, de la mi-juin à la fin septembre, dont un en partenariat avec le SDIS 13. Ils sont stationnés au CIS de La Bigue et au Camp militaire de Carpiagne.
Le BMPM possède également deux camions mousse grande puissance (CMOPG) pourvus d'une réserve d'eau de 12 000 litres et une de liquide émulseur de 3 000 litres Ces véhicules sont affectés aux CIS de Château-Gombert et de Saint-Pierre.
En 2001, le BMPM s'est doté de deux engins « rail/route » dont le Véhicule d'extinction et de sauvetage (VES) et le Véhicule sanitaire de transport de personnel (VSTP) destinés aux opérations de secours dans le tunnel TGV de Marseille, long de 8 km. Il arme également un véhicule laboratoire de spectrométrie de masse (le tout premier de France à l'époque en 1997) permettant l'analyse de fumées ou produits toxiques.

### Tenues

#### Tenues d'intervention
Après la combinaison en coton remplacée par un treillis, les traditionnelles bottes et vestes de cuir, en 2003, le BMPM s'oriente vers l'acquisition des tenues textiles bleu marine. Assez rapidement, il est constaté que la couleur de cette tenue ne correspond pas vraiment aux besoins de l'unité. Les conditions climatiques estivales, les feux de forêts et de navires incitent le bataillon à s'orienter sur l'achat d'une tenue de couleur rouge coquelicot, (donc beaucoup plus visible que le bleu et moins sensible aux effets thermiques) munie d'un silhouettage bicolore. Le casque F1 de couleurs différentes selon les fonctions du personnel, a remplacé le casque Adrian en 1985.

#### Tenues de travail et de sortie
Elles sont identiques à celles portées par les personnels de la marine nationale. Toutefois, les militaires du rang engagés au titre de marins pompiers portent la même tenue de sortie que les officiers et officiers mariniers, avec casquette et veston. Seuls les VSA (volontaires service armée) masculins portent la tenue traditionnelle du matelot avec bonnet à pompon rouge, vareuse et col bleu. Depuis le printemps 2019, le BMPM ne recrute plus de VSA à l'instar du reste de la Marine nationale

## Service mobile d'urgence et de réanimation (SMUR)
La moitié du Service mobile d'urgence et de réanimation (SMUR) de Marseille qui constitue la 11e compagnie, a été concédé au BMP en 1969. Dans les années 1975/1980, il possédait trois voitures radio médicalisés (VRM), armées chacune par un médecin et un conducteur. Il s'est progressivement étoffé et comprend en 2008 une quarantaine de médecins et une trentaine d'infirmiers. Il dispose désormais de 10 ambulances de réanimation (AR), 3 armées par un conducteur, un infirmier et un médecin quotidiennement ; 4 véhicules médicaux de soutien (VMS), 90 véhicules de secours à victimes (VSAV), dont une dizaine affectée à l'école des marins-pompiers de la Marine (EMPM), pour la formation.
Du côté des secours spécialisés, il s'est récemment équipé de 4 postes médicaux avancés pour 30 personnes (PMA 30), de 2 unités médicales mobiles de décontamination (UMMD) pouvant traiter 100 à 150 personnes en 3 heures et d'une berce « Evatox » contenant 580 cagoules de fuite.

## Formation

### L'école des marins-pompiers de la Marine (EMPM)
Le BMPM possède une compagnie uniquement dédiée à l'instruction et à la formation : la 8e compagnie.
Depuis 1997, l'école des marins-pompiers relève de la Marine nationale. Elle assure depuis, non seulement la formation des marins-pompiers de Marseille, mais aussi celle de tous le personnel des marins-pompiers destinés à servir au sein des bases navales, de l'aéronautique navale, ou à bord des bâtiments de la flotte, soit annuellement environ 800 élèves, dont environ 250 pour les besoins du Bataillon. Outre les nouvelles recrues, elle a également la charge du perfectionnement des connaissances et de la formation continue des marins-pompiers qui se destinent à des fonctions ou grades supérieurs.
Implantée sur deux sites, « La Parette » et « La Rose », elle fonctionne avec quotidiennement près de 200 élèves, encadrés par une cinquantaine de formateurs et environ 25 personnels dits « de soutien ». La formation technique est réalisée avec une dizaine d'engins d'incendie affectée à l'école, qui dispose en outre de plusieurs bus, véhicules légers et engins divers.
Les jeunes marins pompiers prennent la garde dès la sortie de leur cours.

### Le centre d'entraînement aux techniques «incendie et de survie»
Le Bataillon dispose aussi depuis fin 2004 d'un site de formation unique en Europe : le CETIS (centre d'entraînement aux techniques « incendie et de survie ») qui dispose d'agréments sécurité civile pour la formation intervention à bord des navires et bateaux (IBNB) de niveaux 1, 2, 3 et sous agrément de la DGSCGC. Il comprend deux types d'activités particulières :
- l'incendie, avec trois aires de feu en milieux clos, et sur plusieurs niveaux, qui simulent feux de navire, industriels et urbains ;
- la simulation et la survie en mer aménagés de manière à coller au plus près de la réalité (immersion et retournement d'habitacle d'hélicoptère ou d'avion).

Le CETIS accueille par conventions financières, de nombreux partenaires venant se former à ces techniques (Michelin, ABH, Sanofi, Total, CEA Cadarache ainsi que plusieurs SDIS).

## Relations internationales
Le Bataillon reçoit régulièrement des délégations étrangères venues parfaire leur formation et acquérir des techniques spécifiques. Il assure également des missions de formation dans bon nombre de domaines, de conseils et d'audits au bénéfice de diverses entités nationales ou internationales, dans le cadre du ministère de l'intérieur ou des affaires étrangères, sous la bannière de la sécurité civile ou de celle de la Marine nationale.
C'est ainsi qu'en 2008 une dizaine de missions a été conduite à travers le monde. En Jordanie pour une formation sauvetage/déblaiement, aux Seychelles pour une formation feux de navires, ainsi qu'une trentaine de formations en Italie, au Chili, en Algérie, au Maroc, à Cuba, au Cameroun, en Égypte, en Suisse.

### Engagement hors de France
Le BMPM a déjà été appelé à de nombreuses reprises lors de missions en France et à l'étranger (Italie, Mexique, Algérie, Arménie, Haïti…). Ses compétences couvrent le prompt secours aux personnes, la lutte contre les incendies urbains et les feux de forêts, les incendies industriels et les feux de navires, la lutte contre les pollutions, les risques chimiques et radiologiques.

## L'amicale des anciens marins pompiers de Marseille
Créée en mars 1965 et d'abord réservée aux « anciens » de l'unité, elle s'est rapidement ouverte aux marins pompiers en activité, dès janvier 1966.
Depuis sa création, plus de 3 200 membres y ont adhéré. Elle compte aujourd'hui[Quand ?] près de 900 membres cotisants, anciens du Bataillon ou marins pompiers en activité, ainsi que quelques sympathisants.
Elle contribue au devoir de mémoire et perpétue le souvenir des « anciens » en participant, avec son drapeau, aux cérémonies militaires et patriotiques.
En plus de ses nombreuses activités de loisirs, l'amicale des marins-pompiers de Marseille joue également un rôle social.
Elle est à l'origine de la prise en compte de la « prime de feu » dans le calcul des retraites, tant pour les marins-pompiers en activité que pour ses « anciens » ayant au moins accompli 15 ans de service.

## Statistiques
En 2019, le BMPM a effectué 125 592 interventions, soit une toutes les 4 minutes, 137 interventions pour 1 000 habitants contre 71 sur le restant du territoire Français.

## Cadets du Bataillon
Le Bataillon accueille par ailleurs une section de cinquante cadets qui ne relève ni des Cadets de la Défense, ni des Cadets de la sécurité civile.

## Personnalités liées au Bataillon
L'homme de télévision Vincent Lagaf' a effectué son service militaire à la caserne de Saint Pierre en 1979. Il a retrouvé sa caserne en 2006, à l'occasion du tournage de l'émission Vis ma Vie.

## Documentaires
- Marins-pompiers de Marseille à l’école du feu de Christophe Fonseca et Jean-Baptiste Gallot (2005), 90 minutes, Zone interdite, M6
- Un été à Marseille avec les marins-pompiers de Jean-Baptiste Gallot (2009), 90 minutes, Zone interdite, M6